# Erik van Schaaik
Erik van Schaaik (Maartensdijk, 24 de juliol de 1968) és un animador, guionista, director de cinema i director de televisió, productor, dissenyador de producció i compositor neerlandès.

## Biografia
Erik van Schaaik va estudiar disseny gràfic a l'Acadèmia d'Art d'Arnhem (ArtEZ). Va crear programes de televisió per a nens per a companyies de radiodifusió VPRO i KRO i curtmetratges d'animació, com VENT que va guanyar el premi FIPRESCI de la Federació Internacional de Crítics de Cinema al Festival Internacional de Cinema d'Animació d'Annecy, i Under The Apple Tree, que va guanyar un Vedella d'Or al millor curtmetratge al Festival de Cinema dels Països Baixos. Erik va treballar amb i.a. Il Luster Productions, The Drawing Room, Pedri Animation, Martin Fondse, Eric Vloeimans i Ernst Reijseger.

## Filmografia
- 1987 Side Effects – imatge real – 22 minuts
- 1990 Tower Of Pizza's – tabletop animation – 5 x 4 minuts
- 1991 Little Jerome – animació amb retalls – 3 X 4 minuts
- 1992 The Night Watch – imatge real / documental – 22,5 minuts
- 1993 The Little Man In The Radio – imatge real / animació en titelles – 3 X 6 minuts
- 1993 Bush Beasts – titelles – 3 X 5 minuts
- 1994 Ot and Bilotte – imatge real – 14 X 25 minuts
- 1995–1996 Sausage Dog Titus – tabletop animation – 7 X 6 and 7 X 7 minuts
- 1998-1999-2001 Spot Light – animació amb retalls  – 13 X 3 minuts, 26 X 1 minuts, 26 X 1 minuts
- 1998 P. Tato and Small Frie – stop-motion – 10 X 2 minuts
- 1998–2000 National Science Quiz Junior – animació amb retalls  – 8 X 2 minuts
- 2000 KRO's Kids Theatre – animació tradicional - +/- 1,5 minuts
- 2000 Cinekid (leader) – Animació per ordinador – 25 seconds
- 2001 Doctors Without Borders – animació tradicional – 3,5 minuts
- 2002 That's Not All, Folks (pilot) – stop-motion animation – 6 minuts
- 2003 Toddler Docs – documental – 2 minuts per episodi
- 2003–2004 Full Proof – documental / imatge real / animació – 15 x 7 minuts
- 2003 Nemo – digital animació amb retalls – 30 segons
- 2004 Vent – animació tradicional – 4,5 minuts
- 2005 Child's Play – imatge real / animació tradicional – 7 minuts
- 2006 Piece Of Cake – documental – 24 X 6,5 minuts
- 2008 ST*CK! - imatge real – 9,45 minuts
- 2008–2011 This or That – imatge real – 26 X 2,5 minuts
- 2008 The Phantom Of The Cinema – animació tradicional / Animació per ordinador – 10 minuts, 46 seconds
- 2010 Pecker – stop-motion / animació tradicional – 3 minuts
- 2010 Ultra Short – animació tradicional – 10 seconds
- 2011–2013 Illumations – animació tradicional – 20+ x 15 seconds
- 2012 Under The Apple Tree, the book – Poema il·lustrat. A bedtime a story.
- 2012–2015 Under The Apple Tree – stop-motion , animació per ordinador – 20 minuts
- 2013 Rozet – animació per ordinador – 2 minuts
- 2012–2018 Hieronymus – Tractament original i guió del llargmetratge d'animació sobre Hieronymus Bosch
- 2006–2014 Outside! – imatge real / animació tradicional – 19 x 5,5 minuts

## Honors

### Awards
- Fullproof: Jos Withagen-Eurekaprijs 2006
- Vent: Menció especial al 55è Filmfestspiele de Berlín, primer premi al Festival Internacional de pel·lícules d'animació BIMINI a Letònia, premi FIPRESCI al Millor pel·lícula d'animació internacional Festival de Kyoto, Grand Prix de pel·lícula d'animació al Festival d'Annecy; millor banda sonora a Espinho Filmfestival Portugal, millor música a Neum, Bòsnia Hercegovina, millor animació a Taiwan.
- Childs Play: Premi de l'Acadèmia Neerlandesa 2006
- Piece Of Cake: Prix Danube 2003 a Bratislava. Tercer premi Prix Jeunesse 2004
- Phantom Of The Cinema: Gran Premi i trofeu al festival internacional de cinema Anim'est Romania (2009)
- Outside: Segon premi al Prix Jeunesse 2008
- Under The Apple Tree: Vedella d'Or al millor curtmetratge al Festival de Cinema dels Països Baixos 2015

### Nominacions
- Vent: curtmetratge i disseny de so, Festival de Cinema dels Països Baixos 2004
- Fullproof: Estàtua Daurada al Premis de l'Acadèmia Neerlandesa 2005
- ST*CK!: crime & thriller competition Shocking Shorts 2008
- The Phantom Of The Cinema: Entrada neerlandesa pels Premis Oscar 2009
- Outside: Cinekid Kinderkast Premi del Jurat i l'Àudiència 2007